# Albrecht Schrauf
Albrecht Schrauf, född 14 december 1837 i Wien, död där 29 november 1897, var en österrikisk mineralog.
Schrauf promoverades 1862 in absentia till filosofie doktor vid Tübingens universitet och avslog en kallelse till professor vid universitetet i Lemberg. År 1863 blev han privatdocent i fysikalisk mineralogi vid Wiens universitet och 1867 förste kustos vid hovmineraliekabinettet. År 1874 blev han ordinarie professor i mineralogi vid Wiens universitet. 
Schrauf författade bland annat Lehrbuch der physikalischen Mineralogie (två band, 1866–68) och Atlas der Krystallformen des Mineralreiches (fem häften, 1865–78).